# L'Aiguille, Martigny
L'Aiguille är en bergstopp i Schweiz. Den ligger i distriktet Martigny och kantonen Valais, i den sydvästra delen av landet, 90 km söder om huvudstaden Bern. Toppen på L'Aiguille är 2 441 meter över havet.